# Ouled Lenine
Pour plus de détails, voir Fiche technique et Distribution.
Ouled Lenine (arabe : أولاد لينين soit Les Enfants de Lénine), est un documentaire franco-tunisien réalisé par Nadia El Fani en 2007.
Le film se focalise sur le père de la réalisatrice, l'un des membres dirigeants du Parti communiste tunisien.

## Synopsis
« J'avais dix ans et je peux dire que c'était le plus bel âge de ma vie… Dans la Tunisie indépendante de Bourguiba qui entrait pourtant déjà dans l'ère des désillusions, nous étions quelques-uns à partager le secret d'une appartenance : fils et filles de communistes…. Chuuuuut !… » À 20 ans, ils luttaient pour l'indépendance de la Tunisie et tous les espoirs étaient permis. Ont-ils trop prudemment attendu que le pays soit mûr, ou bien le temps a-t-il été trop vite pour leurs rêves ? Un film qui trace un portrait particulier de militants progressistes dans la Tunisie de l'après indépendance, et qui pose la question de leur héritage…

## Fiche technique
- Réalisation : Nadia El Fani
- Production : Z'Yeux Noirs Movies
- Image : Sofian El Fani, Fatma Cherif
- Son : Moncef Taleb et Philippe Lauliac
- Montage : Thierry Simonnet